# 貝爾蒂烏格鄉

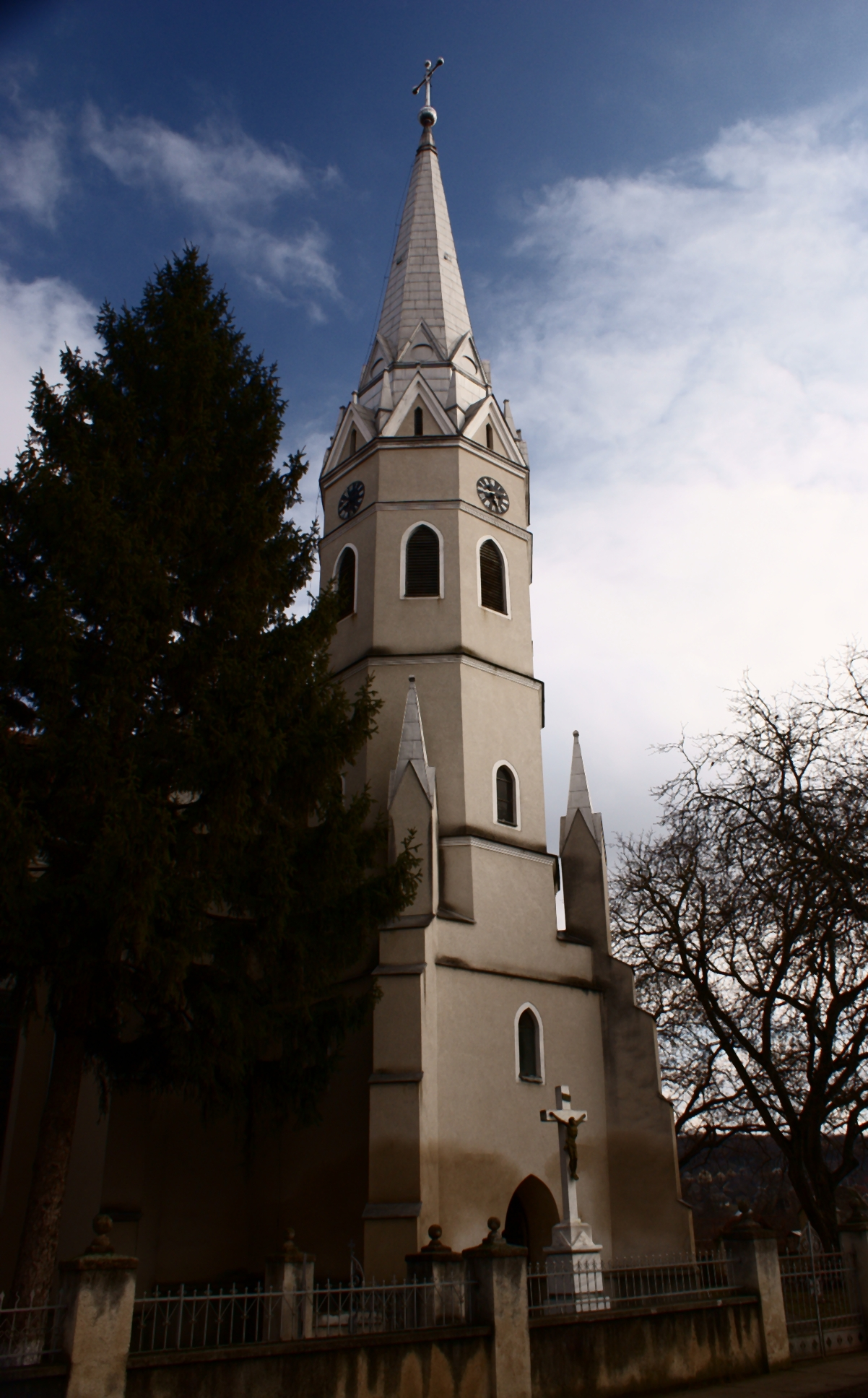

47°33′N 22°51′E / 47.550°N 22.850°E
貝爾蒂烏格鄉（羅馬尼亞語：Comuna Beltiug, Satu Mare），是羅馬尼亞的鄉份，位於該國西北部，由薩圖馬雷縣負責管轄，面積117平方公里，海拔高度138米，2007年人口3,222，人口密度每平方公里28人。